# 奧列克西伊夫卡 (涅米羅夫區)
48°53′3″N 28°40′43″E / 48.88417°N 28.67861°E
奧列克西伊夫卡（烏克蘭語：Олексіївка），是烏克蘭西南部的村莊，隸屬文尼察州的文尼察區。該村面積0.39平方公里，海拔高度233米，2001年人口106，人口密度每平方公里271.79人。